# Macrolepiota
Macrolepiota là một chi nấm trong họ Agaricaceae. Chi này phân bố rộng rãi và có 30 loài.
Macrolepiota albuminosa trong ẩm thực Trung Hoa là một thực phẩm có tên gọi jīzōng (鸡枞; nghĩa là "kê tùng").

## Phân loại
Macrolepiota phân bố toàn cầu được định giới hạn bởi Rolf Singer năm 1948, với Macrolepiota procera là loài điển hình.
Các nghiên cứu DNA đã chia chi này thành ba clade. Clade macrolepiota gồm M. procera, M. clelandii, M. dolichaula và các loài có quan hệ gần gũi. Clade macrosporae gồm các loài như M. mastoidea, M. konradii, và M. orientiexcoriata, còn clade volvatae bao gồm M. velosa và M. eucharis.

## Các loài
Tính đến  tháng 10 năm 2015, Index Fungorum có 42 loài có hiệu lực thuộc Macrolepiota:
- Macrolepiota africana (R.Heim) Heinem. 1969 – Cameroon
- Macrolepiota albida Heinem. 1969
- Macrolepiota albuminosa (Berk.) Pegler 1972
- Macrolepiota ampliospora Sosin 1960
- Macrolepiota bonaerensis (Speg.) Singer 1951 – São Paulo
- Macrolepiota brasiliensis (Rick) Raithelh. 1988
- Macrolepiota brunnescens Vellinga 2003
- Macrolepiota campestris Lebedeva ex Samgina 1983
- Macrolepiota citrinascens Vasas 1990
- Macrolepiota clelandii Grgur. 1997 – Australasia
- Macrolepiota colombiana Franco-Mol. 1999
- Macrolepiota crustosa L.P. Shao & C.T. Xiang 1980 – China[11]
- Macrolepiota detersa Z.W.Ge, Zhu L.Yang & Vellinga 2010 – China[9]
- Macrolepiota dolichaula (Berk. & Broome) Pegler & R.W.Rayner 1969
- Macrolepiota eucharis Vellinga & Halling 2003 – Australia[12]
- Macrolepiota excoriata (Schaeff.) Wasser 1978
- Macrolepiota fornica Raithelh. 1988
- Macrolepiota fuligineosquarrosa Malençon 1979 – Morocco[13]
- Macrolepiota fuliginosa (Barla) Bon 1977 – Great Britain
- Macrolepiota gasteroidea T.Lebel 2011 – Australia[14]
- Macrolepiota gracilenta (Krombh.) Wasser 1978
- Macrolepiota imbricata (Henn.) Pegler 1966
- Macrolepiota kerandi (Speg.) Singer 1951
- Macrolepiota konradii (Huijsman ex P.D.Orton) M.M.Moser 1967
- Macrolepiota mallea (Berk.) Manjula 1983
- Macrolepiota mastoidea (Fr.) Singer 1951 – châu Âu, Australia
- Macrolepiota odorata Heinem. 1969
- Macrolepiota orientiexcoriata Z.W.Ge, Zhu L.Yang & Vellinga 2010 – China[9]
- Macrolepiota permixta (Barla) Pacioni 1979 – Đại Anh
- Macrolepiota phaeodisca Bellù 1984 – Tây Ban Nha
- Macrolepiota procera (Scop.) Singer 1948 – châu Âu
- Macrolepiota prominens (Sacc.) M.M.Moser 1967
- Macrolepiota psammophila Guinb. 1996
- Macrolepiota pulchella de Meijer & Vellinga 2003
- Macrolepiota rubescens (L.M.Dufour) Pázmány 1985
- Macrolepiota stercoraria (Rick) Raithelh. 1988
- Macrolepiota subcitrophylla Z.W.Ge 2012 – Trung Quốc[15]
- Macrolepiota turbinata T.Lebel 2011 – Australia[14]
- Macrolepiota velosa Vellinga & Zhu L.Yang 2003 – China[16]
- Macrolepiota vinaceofibrillosa T.Lebel 2011 – Australia[14]
- Macrolepiota zeyheri (Berk. & Singer) Heinem. 1962

## Hình ảnh

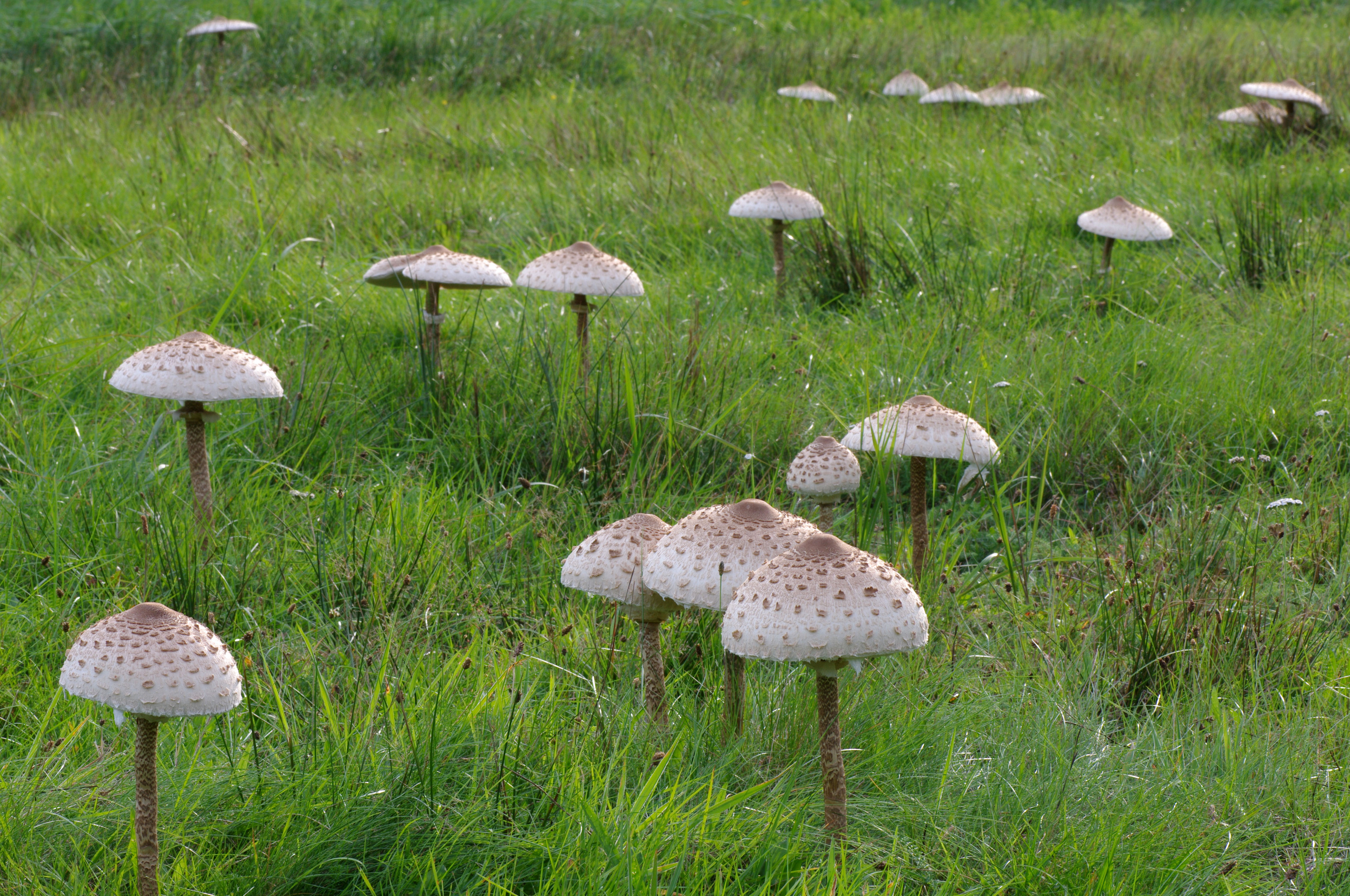
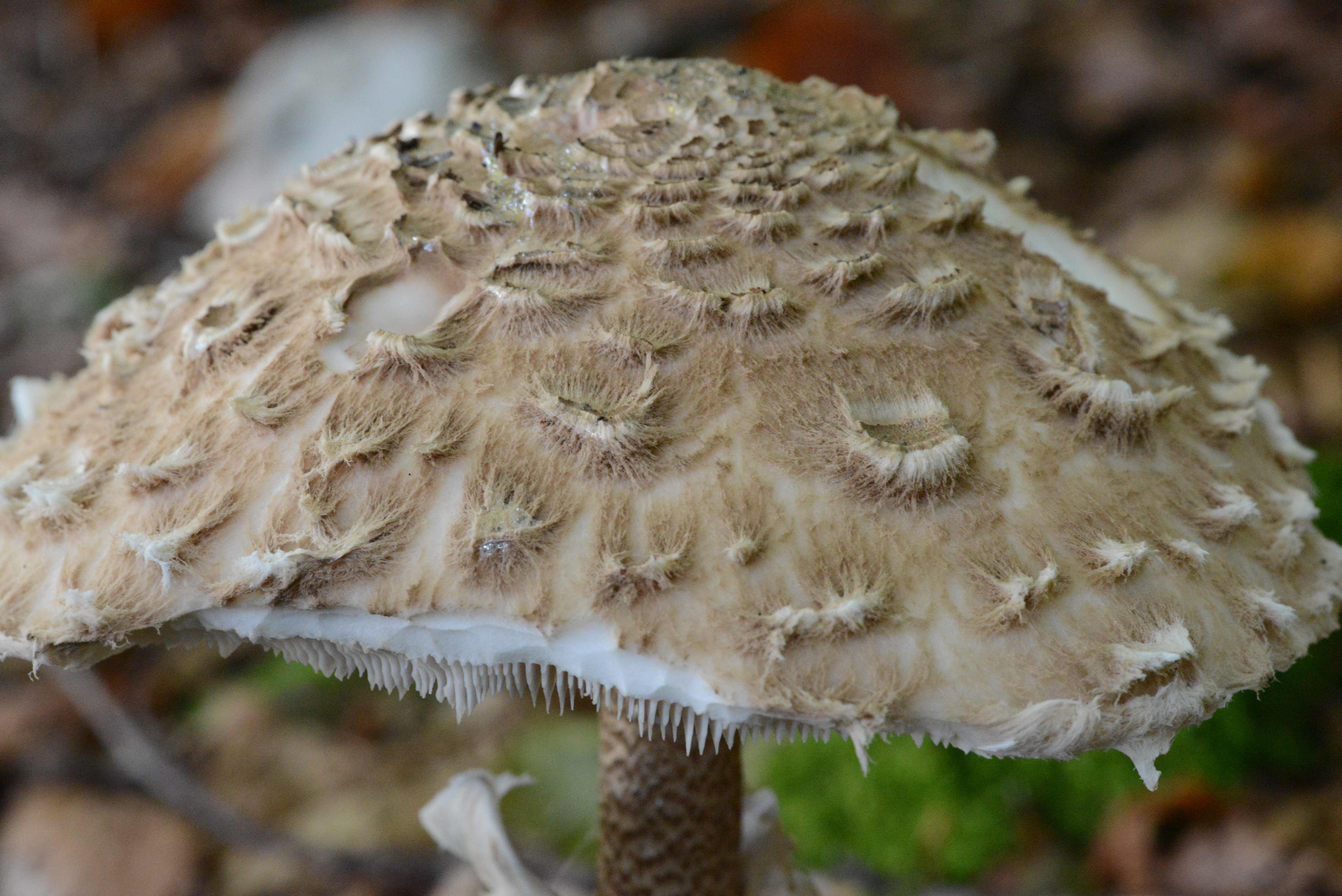
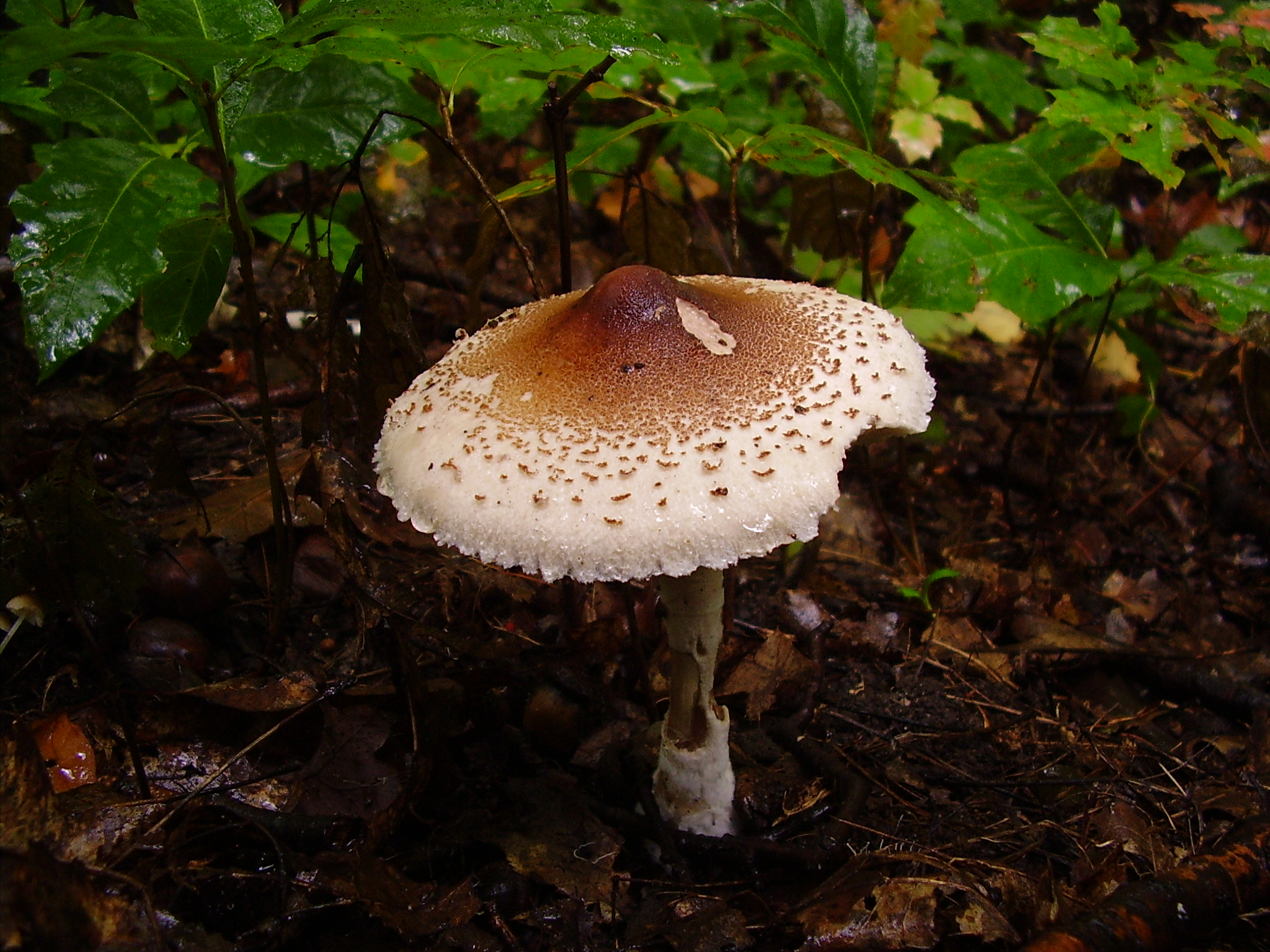
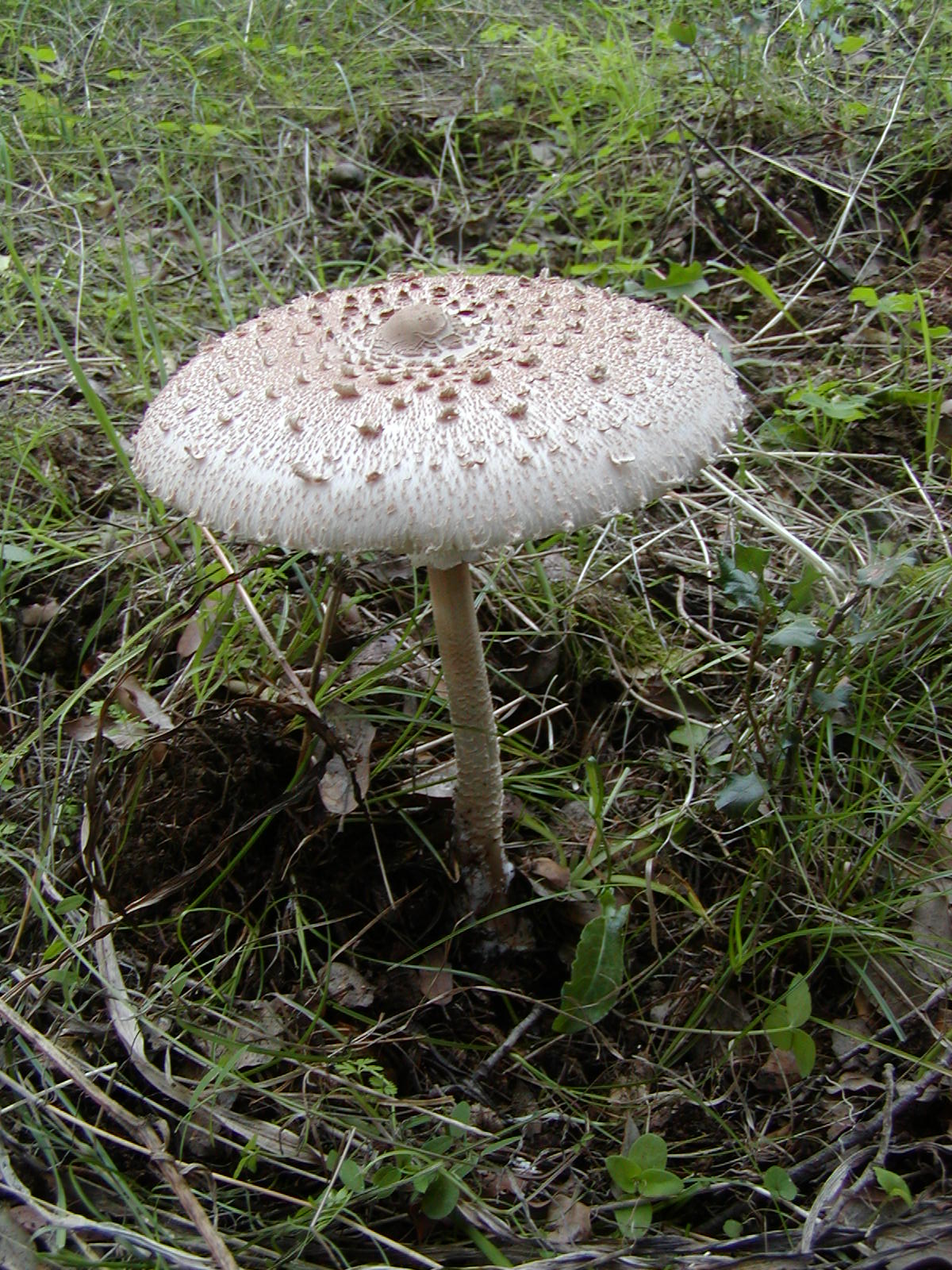